# Kismaayo
Kismaayo (en arabe : كيسمايو et en italien : Chisimaio) est une ville du sud-est de la Somalie (province du Jubbada Hoose dans la région du Jubaland), proche de l’embouchure du fleuve Jubba. La population est estimée à environ 167 000 habitants en 2017. La ville est entre août 2008 et septembre 2012 sous le contrôle des shebab, un groupe islamiste intégriste qui y a établi la charia.

## Histoire
La ville pourrait être l'ancienne Gondal.
La ville fut fondée par des Bajuni, ethnie bantoue avant que les clans somalis s’installent dans la région.
La zone a été sous la domination du Sultanat Ajuran, puis du Sultanat Geledi.
Kismaayo fut administrée par le sultanat de Zanzibar en 1835, puis occupée par l’Égypte de 1875 à 1876, sous Mehemet Ali. Le 1er juillet 1895, elle fut annexée au protectorat britannique d’Afrique de l’Est, avant d’être cédée à l’Italie le 15 juillet 1924, en tant que capitale de la colonie de l'Oltre Giuba. Deux ans plus tard, la ville fut incorporée à la Somalie italienne et devint la capitale de la région de Jubaland.
La Kismaayo moderne doit son développement au savoir-faire de ses habitants qui ont su tisser des relations commerciales avec les comptoirs d'échanges commerciaux de la côte orientale d'Afrique tout au long des siècles passés. Elle devint, au lendemain de l'effondrement de l'État somalien, en janvier 1991, un haut lieu de résistance avant de tomber sous le contrôle des miliciens des chefs de guerre Aîdid et Omar Jesse. Plusieurs centaines de civils, dont un grand nombre de médecins et d'intellectuels, y furent massacrés de manière systématique et ce dans l'objectif de faire fuir par la terreur les citadins. Ville martyre jusqu'à l'arrivée des soldats belges dans le cadre de l'opération Restore Hope à l'automne 1993. Deux ans plus tard, lors de la fin de la mission de l'ONU, l'administration de la ville fut confiée au général Morgan, gendre de l'ancien président de Somalie Siad Barre, et homme lige du clan de ce dernier. Après avoir échoué dans la mission de pacification des clans de la région, le général Morgan a été révoqué mais il s'est maintenu à la tête de l'administration de la région. Il a fallu une grande offensive militaire appuyée par les habitants de Kismaayo et dirigé par le Colonel Barre Hiiraale pour le destituer en 2001.
Cette ville dont la population est estimée entre 160 000 et 190 000 habitants en 2012 a été le dernier bastion des combattants de l'Union des tribunaux islamiques avant leur chute début 2007 lors d'une offensive conjointe des forces somaliennes et éthiopiennes.
Après une bataille entre le 22 et 22 août 2008 qui a fait au moins 89 morts, la ville est retombée sous la domination des shebab, qui ont désarmé les milices locales afin de rétablir l'ordre . Parallèlement, ils instauraient la charia dans sa version la plus radicale, y compris pénale . Ils y ont aussi détruit des sites religieux (chrétiens et soufis) ,.
Lors de l'intervention kényane en Somalie, en novembre 2011, les forces armées kényanes font un blocus aéronaval du port, retirant ainsi aux shebabs l’une de leurs plus importantes sources de revenu : les taxes portuaires des navires qui y accostent et celles levées sur les marchandises de contrebande, notamment le  charbon de bois, exporté illégalement au Moyen-Orient.
Le vendredi 28 septembre 2012, les forces kényanes et somaliennes sous le commandement du brigadier-général Kényan Anthony Ngere entrent dans Kismaayo après avoir, entre autres débarqué sur la plage avec un soutien héliporté et d'artillerie, et annoncent avoir pris le port. Dans la nuit, les shebabs annoncent leur repli de la ville. Les pertes à déplorer pour l'AMISOM sont officiellement de 118 morts et 60 blessés.
Libérée des shebabs, la ville reste néanmoins vulnérable à leurs attaques terroristes : le 12 juillet 2019, l'attentat de l'hôtel Asasey fait vingt-six morts ; le 23 octobre 2022, un commando attaque à la voiture piégée l'hôtel Tawakal et tue neuf personnes.